# Avalon Heroes
Avalon Heroes, còn gọi là Avalon Online ở châu Á, là game thuộc thể loại MOBA dạng free-to-play (chơi miễn phí) do hãng WeMade Entertainment phát triển dành cho Microsoft Windows. Game chịu ảnh hưởng nặng từ bản mod nổi tiếng CHAOS của trò Warcraft III: The Frozen Throne vốn cũng dựa nhiều trên trò Defense of the Ancients (tên thường gọi DotA). Avalon Heroes đã gây được một số tiếng vang trong giới thể thao điện tử. Trò chơi chính thức đóng cửa vào ngày 8 tháng 2 năm 2013 do không có đủ lượng người chơi hoạt động.